# Temnosternopsis subtruncatus
Temnosternopsis subtruncatus är en skalbaggsart som beskrevs av Stefan von Breuning 1948. Temnosternopsis subtruncatus ingår i släktet Temnosternopsis och familjen långhorningar. Inga underarter finns listade i Catalogue of Life.